# Stunt Car Racer
Stunt Car Racer [stʌnt kɑːr ˈreɪsər] (auch unter dem Namen Stunt Track Racer veröffentlicht) ist ein von Geoff Crammond entwickeltes Computerrennspiel aus dem Jahr 1989. Bemerkenswert ist die (für die damalige Zeit) hervorragende Physik-Engine und die Mehrspielerfunktionalität. Veröffentlicht wurde das Spiel von MicroStyle, dem britischen Label des US-Publishers MicroProse.

## Spielprinzip
Das Spiel unterscheidet sich von anderen Rennspielen, da die Rennen auf einer erhöhten Rennstrecke stattfinden und nichts den Spieler schützt, versehentlich seitlich von der Bahn abzukommen. Die meisten Rennstrecken im Spiel haben Sprungschanzen bzw. Lücken in der Fahrbahn, was ein Herunterfallen von der Strecke begünstigt. Falls das passiert, wird das Fahrzeug des Spielers von einem Kran wieder auf die Strecke gehoben, was allerdings wertvolle Zeit kostet. Während des Rennens kann man eine Art Turbo aktivieren um das Fahrzeug zusätzlich zu beschleunigen. Dieser Turbomodus ist aber zeitlich begrenzt bzw. limitiert.
Der Einzelspielermodus besteht aus einem Ligasystem, welches aus vier einzelnen Ligen mit jeweils drei Fahrern besteht (insgesamt zwölf Fahrer, einschließlich des Spielers). In jeder Liga gibt es zwei verschiedene Strecken, das Spiel besteht daher insgesamt aus acht unterschiedlichen Strecken. Der Schwierigkeitsgrad dieser Kurse steigert sich von Liga zu Liga, in der ersten spielbaren Liga (Liga 4) sind die Strecken am leichtesten zu fahren. Ziel des Spiels ist es, Sieger der höchsten Liga zu werden. In einer Saison müssen vom Spieler vier Rennen absolviert werden, von denen jedes über drei Runden geht und immer nur gegen einen Gegner gleichzeitig (Duellmodus bzw. 1vs1) gefahren wird. Der Gewinner eines Rennens erhält zwei Punkte, der Fahrer der schnellsten Runde einen. Am Ende der Saison steigt der Tabellenführer eine Liga auf, während der Letzte eine Liga zurückgestuft wird. Sollte man auch Liga 1 gewinnen, steigt man in die Superliga auf. Dieses Ligasystem besteht aus denselben Strecken wie das „normale“ Ligasystem, die Gegner und auch die Fahrzeugmotoren sind allerdings wesentlich stärker.
Das Fahrzeug des Spielers wird beschädigt, wenn nach Sprüngen die Landung auf der Strecke zu hart ist, das Fahrzeug von der Strecke abkommt, oder man in das Gegnerfahrzeug fährt.
Wenn der Schaden am Fahrzeug (dargestellt durch einen größer werdenden Riss im oberen Fahrzeugrahmen) zu groß geworden ist, verliert der Spieler aufgrund eines Totalschadens sofort das aktuelle Rennen. Besonders schwere Schäden (z. B. durch den Aufprall gegen eine Wand oder dem Herunterfallen von der Strecke) verursachen zusätzlich im Fahrzeugrahmen Löcher. Diese Löcher beschleunigen das Auftreten eines Totalschadens und bleiben für den Rest einer Saison im Fahrzeug, während der Riss nach jedem Rennen wieder verschwindet.
Im Mehrspielermodus der Atari-ST- und Amiga-Versionen kann man gegen einen anderen Mitspieler fahren. Zwei Computer müssen dazu mit einem Nullmodem-Kabel verbunden werden. Das funktioniert auch systemübergreifend, sodass man einen Amiga mit einem Atari ST verbinden kann.
Die Amiga- und Atari-ST-Versionen hatten damals die beste Grafikdarstellung von allen Versionen, während die PC-Version nur die für die damalige Zeit übliche EGA-Grafik bot. Die Atari-ST Version hatte aufgrund des höheren CPU Takts des ST gegenüber dem  Amiga eine flüssigere Darstellung.

### Strecken
4. Liga
- The Little Ramp (Die kleine Rampe)
- The Hump Back (Der Buckel)

3. Liga
- The Stepping Stones (Die Sprungbretter)
- The Big Ramp (Die große Rampe)

2. Liga
- The High Jump (Der Hochsprung)
- The Roller Coaster (Die Achterbahn)

1. Liga
- The Ski Jump (Die Sprungschanze)
- The Draw Bridge (Die Zugbrücke)

## Entwicklung
Der britische Entwickler Geoff Crammond verbrachte drei Jahre mit der Entwicklung von Stunt Car Racer, seinem zweiten Rennspiel-Projekt nach Revs aus dem Jahr 1984. Das Projekt begann als Geländewagen-Simulator für den Commodore 64, bei dem man auf zufällig generiertem, hügeligem Gelände fährt. Dann wurde die Fahrphysik und die Aufhängung des Autos programmiert, und nachdem Crammond das Spiel selbst getestet hatte, fand er das Fahren über Rampen am unterhaltsamsten. Er fügte dann weitere Rampen auf einer ebenen Strecke hinzu, hatte aber Schwierigkeiten, sie zu finden. Daher platzierte er die Rampen auf einer Strecke, die er anhob, um zu vermeiden, dass man abseits der Strecke fährt. Die Kurven der Strecke wurden abgeschrägt, um die Geschwindigkeit des Spiels und die Rampen als Hauptaufgabe zu betonen. In einem Zeitschrifteninterview mit Crammond wurde unterstellt, er habe sich von dem Spiel Hard Drivin' inspirieren lassen, aber er sagte, dass er es erst in den letzten Monaten der Entwicklung seines Spiels gesehen habe und dass es keinen Einfluss auf das Ergebnis gehabt habe.
- Die ZX-Spectrum- und Amstrad-CPC-Versionen von Stunt Car Racer wurden von Pete Cooke programmiert.
- Die Version für den Commodore 64 wurde später angepasst, um das Spiel auch ohne Tastatur verwenden zu können. Diese Version wurde zusammen mit anderen Spielen als Modul für das C64 Game System veröffentlicht.
- Aus der C64-Version wurde eine inoffizielle für den Atari 130XE entwickelt,[3] bemerkenswert ist dabei die Verwendung von QR-Codes für die Highscore-Weitergabe.[4] Seit 2023 gibt es auch eine Version für den Commodore Plus/4.[5]
- Mittels Reverse Engineering wurde von der Amiga-Version eine angepasste Version namens Stunt Car Racer - TNT (The New Tracks) erstellt. Diese Modifikation unterscheidet sich vom Original neben kleineren Anpassungen vor allem durch andere Strecken.[6]

## Rezeption
- Aktueller Software Markt (ASM), Ausgabe 01/90: 10/12 Punkte

In der ASM werden vor allem die "gute Lenkung und das realistische Fahrverhalten" hervorgehoben, aber auch die Grafik und der Sound werden sehr positiv bewertet.
- Power Play, Ausgabe 10/89: 81 %[7]

Die Power Play lobt die "höllenschnelle 3D-Grafik" und den guten Sound, bemängelt aber den zu geringen Streckenumfang und fehlende Tuning-Möglichkeiten. Das Fahrgefühl und das Spieldesing werden positiv bewertet, so dass das Spiel nach Meinung der Tester als Gesamtwertung ein "Gut!" bekommt.
- Amiga Joker, Ausgabe 1/90: 80 %

Die Zeitschrift kürt Stunt Car Racer in einem Vergleichstest mit 6 anderen Rennspielen zum Sieger. Hervorgehoben wird eine "schwere, aber faire Steuerung", die Soundeffekte werden hingegen bemängelt.
- 64'er – Das Magazin für Computerfans, Ausgabe 6/90: 9/10 Punkte

Die hohe Wertung begründet das 64'er-Magazin vor allem durch die "hervorragende und vor allem schnelle 3D-Grafik" und zählt das Spiel zu den besten des Jahres 1989.

## Nachfolger
Ein lange erwarteter Nachfolger, Stunt Car Racer Pro, wurde 2003 angekündigt, jedoch nie veröffentlicht.